# Anthony Wilding
Anthony ("Tony") Frederick Wilding (31 de octubre de 1883 - 9 de mayo de 1915) fue un jugador de tenis neozelandés que brilló entre los años 1905 y 1915. Nació en la ciudad de Christchurch y es considerado por algunos críticos como el co-N.º 1 del mundo de los años 1911 (junto a Norman Brookes) y 1912 (junto a Maurice McLoughlin) y N.º 1 del año 1913.
Nacido en el seno de una familia acomodada, recibió su educación básica en Nueva Zelanda antes de matricularse en la Universidad de Cambridge. 

## Carrera
Siendo ya estudiante de Cambridge, Wilding participó en su primer Campeonato de Wimbledon en 1904. En 1905 pasó a formar parte del equipo de Australasia de Copa Davis, perdiendo en la serie previa a la final frente a los Estados Unidos de William Larned y Beals Wright. Wilding perdió ambos partidos individuales ante los norteamericanos.
En 1906 se adjudica el Australasian Championships tanto en individuales como en dobles y forma nuevamente parte del equipo de Copa Davis. Con una notable mejoría, Wilding consigue ganar sus dos partidos de individuales ante Estados Unidos (incluido un maratónico juego definido por 8-6 en el quinto set ante Holcombe Ward), pero con un compañero de mucho menor nivel, terminan perdiendo la serie.
Es en 1907 que Wilding se asocia a la gran estrella de Oceanía, el australiano Norman Brookes. La pareja se complementa fantásticamente y aprovechando el retiro de los hermanos Doherty, logran convertirse en la primera pareja extranjera en ganar Wimbledon, a la vez que Brookes se convierte en el primer extranjero en alzarse con el título de individuales. La racha siguió en Copa Davis, donde lograron sendos triunfos por 3-2 ante Estados Unidos y las islas británicas en la final para convertirse en el primer equipo no británico ni estadounidense (los únicos miembros originales del torneo) en alzarse con la Copa Davis. Wilding aportó con 2 triunfos en individuales, uno ante Karl Behr y otro ante Herbert Roper Barrett, aunque la gran figura terminó siendo Brookes. Wilding sirvió este año también como capitán de equipo.
Wilding jugaba el juego de moda en esos años, su mejor arma era su drive y su defensa era impresionante, pudiendo correr a lo largo y ancho de la cancha por horas sin cansarse. Cuando lo necesitaba, jugaba sin errores desde el fondo de la cancha. Los espectadores británicos lo adoraban por su compartimiento ejemplar y por haber estudiado en Cambridge.
En 1908 y 1909 formó una dupla de ensueño junto a Brookes, alzándose en ambas ocasiones con la Copa Davis sobre los estadounidenses. En estos años Wilding debía realizar largos viajes en barco hacia Australia para jugar los partidos de Copa Davis, y luego jugar en Europa (fue campeón de dobles en Wimbledon en 1908). Por esta razón decidió jugar solamente en Europa los siguientes años, ausentándose del equipo de Copa Davis. Mientras tanto, Brookes tomaba la decisión opuesta y no volvería a Europa hasta 1914.
Fue durante estos años que Wilding se afirmó como el mejor jugador del mundo. En 1910 ganó su primer título en Wimbledon, al derrotar en la final al británico Arthur Gore. También se adjudicó el título de dobles junto a Josiah Ritchie. Lograría defender su título en la "Catedral del tenis" por 3 años más. En 1911, derrota ajustadamente a Herbert Roper Barrett en la final y es considerado por los especialistas como el co-N.º 1 del mundo de este año, compartiendo el privilegio con William Larned (campeón del US Championships y posiblemente Norman Brookes (campeón del Australasian Championships y la Copa Davis). En 1912 consigue una victoria un poco más holgada en la final de Wimbledon ante Arthur Gore y es nuevamente considerado como co-N.º 1 del mundo por los especialistas, esta vez junto al estadounidense Maurice McLoughlin.
1913 fue quizás su mejor año al imponerse nuevamente en Wimbledon (vence a McLoughlin) en la primera final sin un inglés) y también logra el "Campeonato del Mundo sobre tierra batida", una competición realizada en París, que a diferencia del Campeonato Francés si permite la participación de extranjeros, por lo que es considerado el segundo torneo más importante del mundo tras Wimbledon. Este torneo lo defendería exitosamente en 1914. En 1913 es considerado casi unánimemente como el N.º 1 del mundo.
En 1914, con la vuelta de Brookes a Europa, ambos juegan la final de Wimbledon y para sorpresa de todos, Brookes se impone en 4 sets, cortando la racha de títulos consecutivos de Wilding. Ambos se vuelven a unir para jugar por el equipo de Copa Davis, por lo que viajan a Nueva York donde alcanzan sin problemas la final y allí derrotan a los Estados Unidos (con Maurice McLoughlin y Richard Norris Williams) por 3-2 gracias a la victoria en el dobles y a los individuales frente a Norris Williams. Esta se convertiría en la última ensaladera para los oceánicos hasta 1939.
Con el advenimiento de la Primera Guerra Mundial, tanto Brookes como Wilding marcharían a combatir. Wilding no regresaría, muriendo en combate en Neuve Chapelle, Francia, el 9 de mayo de 1915. En 1978 fue incorporado al Salón Internacional de la Fama del tenis, convirtiéndose en el único neozelandés en la historia alcanzar dicho privilegio. El principal estadio de tenis en Christchurch, Nueva Zelanda fue nombrado en su honor (Wilding Park).
También jugó cricket de alto nivel a comienzos del siglo XX, para el combinado de Canterbury.

## Finales de Grand Slam

### Campeón Individuales (6)
| Año  | Campeonato                 | Oponente en la final  | Resultado en final   |
| 1906 | Australasian Championships | Harry Parker          | 6-0 6-4 6-4          |
| 1909 | Australasian Championships | Ernie Parker          | 6-1 7-5 6-2          |
| 1910 | Wimbledon                  | Arthur Gore           | 6-4 7-5 4-6 6-2      |
| 1911 | Wimbledon                  | Herbert Roper Barrett | 6-4 4-6 2-6 6-2 ret. |
| 1912 | Wimbledon                  | Arthur Gore           | 6-4 6-4 4-6 6-4      |
| 1913 | Wimbledon                  | Maurice McLoughlin    | 8-6 6-3 10-8         |

### Finalista en Individuales (1)
| Año  | Campeonato | Oponente en la final | Resultado en final |
| 1914 | Wimbledon  | Norman Brookes       | 4-6 4-6 5-7        |

### Campeón Dobles (5)
| Año  | Torneo                     | Pareja         | Oponentes en la final               | Resultado       |
| 1906 | Australasian Championships | Rodney Heath   | C. Cox Harry Parker                 | 6-2 6-4 6-2     |
| 1907 | Wimbledon                  | Norman Brookes | Karl Behr Beals Wright              | 6-4 6-4 6-2     |
| 1908 | Wimbledon                  | Josiah Ritchie | Arthur Gore Herbert Roper Barrett   | 6-1 6-2 1-6 9-7 |
| 1910 | Wimbledon                  | Josiah Ritchie | Arthur Gore Herbert Roper Barrett   | 6-1 6-1 6-2     |
| 1914 | Wimbledon                  | Norman Brookes | Charles Dixon Herbert Roper Barrett | 6-1 6-1 5-7 8-6 |

### Finalista Dobles (3)
| Año  | Torneo                     | Pareja         | Oponentes en la final        | Resultado           |
| 1908 | Australasian Championships | G. Sharp       | Fred Alexander Alfred Dunlop | 3-6 2-6 1-6         |
| 1909 | Australasian Championships | Tom Crooks     | J. Keane Ernie Parker        | 6-1 1-6 1-6 7-9     |
| 1911 | Wimbledon                  | Josiah Ritchie | Max Decugis André Gobert     | 7-9 7-5 3-6 6-2 2-6 |